# ليليان جوستين
ليليان جوستين (بالإنجليزية: Lillian Heath)‏ هي طبيبة أمريكية، ولدت في 29 ديسمبر 1865 في بورنيت في الولايات المتحدة، وتوفيت في 5 أغسطس 1962 في رولينز في الولايات المتحدة.